# Albert Brasel
Reinhold Albert Brasel (* 22. Oktober 1885 in Rittersgrün; † 22. Juni 1937 in Zittau) war ein deutscher Hütteningenieur, der als Bergdirektor in der I. G. Farbenindustrie AG, Abt. Bergbau in Körbisdorf und später als Wirtschaftsberater tätig war.

## Leben und Wirken
Er war der Sohn eines königlich-sächsischen Oberförsters aus dem Erzgebirge, der später nach Grillenburg versetzt wurde. Brasel besuchte das Gymnasium Albertinum in Freiberg und die dortige Bergakademie, die er als Diplom-Ingenieur abschloss. Danach war er als Markscheider und Bergingenieur im Montanwesen tätig. 1913 wurde er stellvertretender Betriebsleiter am Oberlausitzer Braunkohlenbergwerk Olba in Kleinsaulewitz bei Bautzen, 1915 Betriebsleiter an den Gruben Erika und Marga der Ilse Bergbau AG und 1916 Direktor der Firma C. Th. Heye Braunkohlenwerke in Annahütte N./L.
Ab 1921 war er Bergdirektor der I. G. Farbenindustrie AG. in Körbisdorf b. Merseburg und zugleich Vorstandsmitglied der Zuckerfabrik Körbisdorf AG und Direktor der Geiseltalgruben der I. G. Farbenindustrie AG. In der Zeit des Nationalsozialismus trat er der NSDAP bei, wurde er Wirtschaftsberater im Kreis Merseburg und 1936 Hauptbearbeiter beim provinz-sächsischen Gauwirtschaftsberater Möllney in Halle (Saale). Er starb 1937 in einem Sanatorium in Zittau.
Verheiratet war er mit Traute von Rohrscheidt, Tochter des Schulfachmanns und Geheimen Rats von Rohrscheidt aus Merseburg.